# Insulinoterapia
Insulina é utilizada como uma medicação para tratar a Hiperglicemia. Isto inclui no diabetes mellitus tipo 1, diabetes mellitus tipo 2, diabetes gestacional, em complicações do diabetes, como a cetoacidose diabética e estados hiperosmolares hiperglicémicos. Ela também é usada juntamente com a glicose para tratar os altos níveis de potássio no sangue. Normalmente é dada por injecção sob a pele, mas algumas formas também podem ser usados por injecção em uma veia ou músculo.
O efeito secundário comum é o de baixa de açúcar no sangue. Outros efeitos colaterais podem incluir dor ou alterações da pele nos locais de injecção, de baixo potássio no sangue, e reacções alérgicas. O seu uso durante a gravidez é relativamente seguro para o bebé. A insulina pode ser feita a partir do pâncreas de porcos ou vacas. Versões humanas podem ser feitas modificando versões do porco ou em versões de tecnologia recombinante. Ela tem três tipos principais de acção curta (como insulina regular), acção intermediária (como a insulina NPH), e a mais prolongada (como a insulina glargine).
A insulina foi usada pela primeira vez como uma medicação no Canadá por Charles Best e Frederick Banting, em 1922. Faz parte da Lista de Medicamentos Essenciais da Organização Mundial de Saúde, uma lista dos mais eficazes e seguros medicamentos que são necessários em um sistema de saúde. O custo no mundo em desenvolvimento é de cerca de US$2.39 $10.61 por 1.000 ui de insulina regular e $2.23 $10.35 por 1.000 ui de insulina NPH. No Reino Unido, 1.000 ui de regular ou insulina NPH custa ao SNS 7.48 libras, enquanto esta quantidade de insulina glargine custa 30.68 libras.